# Die Melodie des Meeres
Die Melodie des Meeres ist ein irischer Animationsfilm aus dem Jahr 2014 von Tomm Moore. Er gewann den Europäischen Filmpreis 2015 in der Kategorie Bester Animationsfilm.

## Handlung
Ben lebt mit seinen Eltern und seinem Hund Cú im Leuchtturmwärterhaus auf einer kleinen Insel. Bronagh, Bens hochschwangere Mutter, und Ben malen ein Selkie-Wandbild für das kommende Geschwister. Nebenbei lehrt Bronagh Ben keltische Lieder und Geschichten. Ben freut sich auf das Baby und seine Mutter versichert ihm, dass er der weltbeste große Bruder werde. Vor dem Schlafengehen schenkt sie ihm eine Muschelflöte, die ans Ohr gehalten, das Lied des Meeres spiele. Doch geht es der Mutter nicht gut, sie hat Schmerzen im Bauch und ihre Haare bekommen mit einem Mal graue Strähnen.
Sechs Jahre später, Ben ist circa zehn Jahre alt. Was in der Zwischenzeit geschah, ist ungewiss, klar ist jedoch, dass Cú immer noch Bens bester Freund ist und Ben noch immer in den Geschichten seiner Mutter aufgeht, gleichwohl sie seit sechs Jahren verschwunden ist. Aber gewiss ist auch, dass Ben Angst vor dem Wasser hat und seine kleine Schwester, Saoirse, nicht mag. Anlässlich Saoirses Geburtstags kommt die Großmutter väterlicherseits zu Besuch. Sie hat immer etwas auszusetzen und will, dass die Kinder zu ihr in die Stadt ziehen. Sie findet nicht, dass deren Vater, Conor, sich vernünftig um sie kümmert. Und in der Tat gleicht Conor dem Sagenriesen Mac Lir, der aufgrund seines Kummers von seiner Mutter, Macha, der Eulenhexe, in Stein verwandelt wurde. Der Umstand, dass Saoirse noch immer nicht spricht, trägt nicht dazu bei, die Großmutter zu beruhigen.
Am Abend fährt der Vater mit der Fähre zum Festland, um seinen Kummer in einem Glas Bier zu ertränken. Nachdem Ben Saoirse mit der Geschichte über Macha erschreckt hat, beginnt sie auf Bens Muschelflöte zu spielen. Die Musik erzeugt eine Art Lichtflocken, die das Mädchen zu einem weißen Robben-Mantel führen. Als es diesen anlegt, ist es auf einmal in der Lage mit den Robben im Wasser zu tauchen. Die Großmutter findet es dann später nass an den Strand gespült und macht dem zurückgekehrten Conor Vorwürfe. Dieser bekommt Angst und bestimmt, dass die Kinder mit der Großmutter nach Dublin müssen, und wirft den Mantel ins Meer.
Ben und Saoirse müssen Cú zurücklassen und machen sich auf die lange Autofahrt in die Stadt. Ben zeichnet jedoch eine Karte in der Absicht zu Cú zurückzukehren. Bei der erstbesten Gelegenheit verlassen die Kinder das Heim der nörgelnden Großmutter. Es ist der 31. Oktober, Halloween, in der ganzen Stadt sind verkleidete Kinder unterwegs sowie drei Angehörige des Elfenfolks, die durch des Mädchens Muschelmusik angezogen wurden. Sie verfolgen das Geschwisterpaar und überreden Saoirse in ihre Höhle mitzukommen. Ben nimmt seinerseits die Verfolgung bis in die Höhle auf. Dort stellt sich heraus, dass nur Saoirse durch ihren Gesang in der Halloween-Nacht alle Elfen aus ihrer Versteinerung erlösen kann. Dann erst können sie und die anderen magischen Wesen nach Tír na nÓg ziehen. Hinter den Versteinerungen steckt natürlich Macha und der ist Saoirses Musik auch nicht entgangen. Ihre Eulen versuchen das Mädchen zu verschleppen, was aber nicht gelingt.
Die Kinder wissen unterdessen, dass Saoirse zum Singen ihren Mantel benötigt und machen sich auf den Weg zurück zur Insel, wo sie den Mantel wähnen. Unterwegs begegnen sie Cú, der auf der Suche nach ihnen war. Als sie wegen eines schweren Regens bei einer heiligen Quelle Rast machen, folgt Saoirse der Spur der Lichtflocken und springt in die Quelle. Ben hat Angst, doch reißt Cú ihn mit sich. Ben landet in einer Höhle, wo er einem Seanchaí begegnet. Dieser Geschichtenerzähler zeigt Ben, dass seine Schwester und Cú in das Heim von Macha gebracht worden sind. Saoirse ging es seit dem ersten Bad mit den Robben nicht gut und sie wurde immer unpässlicher auf ihrer Reise. Es bildeten sich gar erste graue Strähnen heraus. Der Seanchaí teilt Ben mit, dass Saoirse ohne ihren Mantel den nächsten Tag nicht erleben wird. Wagemutig macht Ben sich auf den Weg, doch muss er sich erst seiner Vergangenheit stellen. Wie in einer Vision sieht er, dass seine Mutter auch ein Selkie war und wegen ihrer Tochter wieder zurück ins Meer musste. Dies verstärkt Bens Schmerz, jedoch setzt er unbeirrt seinen Weg fort.
Im Gespräch mit der Macha, die der Großmutter zum Verwechseln ähnlich ist, erkennt Ben, dass sie dereinst aus Liebe zu ihrem Sohn gehandelt hatte, als sie Mac Lir versteinern ließ. Sie wusste schlicht keine andere Abhilfe gegen seinen Kummer, als ihm mit einem Zauberglas die Gefühle zu entziehen und ihn damit zu Stein zu verwandeln. Diese Hilfe will sie nun allen zuteil kommen lassen, auch gegen deren Willen. Bei Ben probiert sie es durch Überzeugung, doch kann Ben sich zur Wehr setzen und findet seine Schwester und seinen Hund. Mithilfe einer letzten Kraftanstrengung spielt Saoirse nun noch einmal Flöte und sendet die gefangenen Gefühle in die Macha. Diese erkennt nun ihren Fehler und hilft den Kindern, schnell zur Insel zu kommen.
Auf der Insel angekommen, erzählt Conor Ben, was er mit dem Mantel gemacht hat, aber schenkt dem Jungen weiter kein Gehör. Er will nur schnell mit den Kindern zum Festland rudern, um Saoirse ins Krankenhaus zu bringen. Ben weiß, dass das Saoirse nicht retten wird und springt trotz seiner Angst ins Meer. Die Robben helfen ihm den Mantel zu finden und Saoirse schwimmt nun als Selkie gemeinsam mit ihrem Vater, ihrem Bruder, Cú und den Robben durchs Meer. Sie landen auf der Insel, die eigentlich der versteinerte Mac Lir ist, und Saoirse beginnt zu singen und erlöst alle magische Wesen, auch Mac Lir. Auch Bronagh, ihre Mutter, erscheint und möchte Saoirse eigentlich gern nach Tír na nÓg mitnehmen. Sie sieht allerdings auf Bitten von Conor und Ben hin davon ab.
Die Großmutter ahnte, dass die Kinder auf die Insel zurückgekehrt sind, und kommt dort völlig aufgelöst an. Conor kann ihr aber versichern, dass von nun an alles gut werde und tatsächlich sieht man später alle vergnügt Bens Geburtstag feiern. Seine Angst vor dem Wasser hat er nun überwunden.

## Produktion
Tomm Moore sprach in einem Interview mit Robbie Collin vom Telegraph davon, dass die traditionellen Selkie-Erzählungen sich auf die Liebe zwischen Selkie-Frau und Mensch-Mann konzentrierten und in den üblichen Geschichten die Kinder, die zum Strand gingen und hofften, eine der Robben sei ihre Mutter, eher Beiwerk wären. Er wollte nun mal die Kinder in den Mittelpunkt eines Films stellen.

## Synchronisation
Die deutschsprachige Synchronisation erfolgte bei der Digital Media Technologie GmbH in Hamburg. Für die Synchronregie und das Dialogbuch war Celine Fontanges verantwortlich.
| Rolle   | Originalsprecher  | Synchronsprecher    |
| ------- | ----------------- | ------------------- |
| Ben     | David Rawle       | Jacob Neise         |
| Conor   | Brendan Gleeson   | Roland Hemmo        |
| Macha   | Fionnula Flanagan | Angela Stresemann   |
| Bronach | Lisa Hannigan     | Celine Fontanges    |
| Saoirse | Lucy O’Connell    | Emma Luise Herrmann |
| Dan     | Jon Kenny         | Wolf Frass          |
| Lug     | Pat Shortt        | Achim Schülke       |
| Mossy   | Colm Ó Snodaig    | Klaus Dittmann      |
| Spud    | Liam Hourican     | Peter Weis          |

## Soundtrack
| Lied                                              | Sänger                           |
| ------------------------------------------------- | -------------------------------- |
| 1. Song of the Sea                                | Lisa Hannigan                    |
| 2. The Mother’s Portrait                          |                                  |
| 3. The Sea Scene                                  |                                  |
| 4. The Song                                       | Lisa Hannigan und Lucy O’Connell |
| 5. The Key in the Sea                             |                                  |
| 6. The Derry Tune                                 |                                  |
| 7. In the Streets                                 |                                  |
| 8. Dance with the Fish                            |                                  |
| 9. The Seals                                      |                                  |
| 10. Something Is Wrong                            | Lisa Hannigan                    |
| 11. Run                                           |                                  |
| 12. Head Credits                                  | Lisa Hannigan                    |
| 13. Get Away                                      |                                  |
| 14. Help                                          |                                  |
| 15. Sadness                                       |                                  |
| 16. Molly                                         |                                  |
| 17. I Hate You                                    |                                  |
| 18. Who Are You                                   |                                  |
| 19. The Storm                                     |                                  |
| 20. Katy’s Tune                                   |                                  |
| 21. In the Bus                                    | Lisa Hannigan                    |
| 22. The Thread                                    | Lisa Hannigan                    |
| 23. Amhrán Na Farraige                            | Lisa Hannigan                    |
| 24. Song of the Sea (Lullaby)                     | Nolwenn Leroy                    |
| 25. La chanson de la mer (berceuse) (französisch) | Nolwenn Leroy                    |

## Kritik
Mark Kermode vom Guardian beschreibt den Film als „superb“ und die Animation als „gorgeous“. Er meint, letztere weist farblich Ähnlichkeiten mit den Filmen des Studio Ghibli auf mit einer Spur von Sylvain Chomet. Letztlich zeige Tomm Moore seinen eigenen Stil. Kermode gab dem Film fünf von fünf möglichen Sternen.
Leslie Felperin von nämlicher Zeitung gab dem Film vier von fünf möglichen Sternen. Voll des Lobes für den Filminhalt und dessen Umsetzung, die die Kinder nicht bevormundete, wird keine Kritik genannt.

## Nominierungen / Auszeichnungen
Der Film wurde sowohl für einen Oscar als auch einen César in der Kategorie  Bester Animationsfilm nominiert, gewann jedoch keinen der Preise.
Die Deutsche Film- und Medienbewertung FBW in Wiesbaden verlieh dem Film das Prädikat besonders wertvoll.